# Boniface Kiprop
Boniface Toroitich Kiprop, född den 12 oktober 1985 i Kwirwot, är en ugandisk friidrottare som tävlar i medel- och långdistanslöpning.
Kiprop var framgångsrik som junior. Vid afrikanska juniormästerskapen 2001 blev han guldmedaljör på 5 000 meter och silvermedaljör på 10 000 meter. Han vann även guld på 10 000 meter vid junior-VM 2004. Samma år deltog han vid Olympiska sommarspelen 2004 där han blev fyra på 10 000 meter. Samma placering nådde han vid VM 2005 i Helsingfors. Han avslutade året med att bli tvåa vid IAAF World Athletics Final 2005 i Monaco på 5 000 meter. 
2006 vann han guld på 10 000 meter vid Samväldesspelen på tiden 27.50,99. Han deltog vidare vid både VM 2007 och vid Olympiska sommarspelen 2008 där han båda gångerna slutade tia på 10 000 meter.

## Personliga rekord
- 5 000 meter - 12.57,11
- 10 000 meter - 26.39,77